# Stomiidae
Die Stomiidae (Synonym: Phosichthyidae) sind eine in allen Ozeanen, einschließlich des Mittelmeers, verbreitete Familie von Tiefseefischen. Mit fast 350 Arten in 35 Gattungen sind die Barten-Drachenfische die größte Wirbeltierfamilien der Tiefsee, die drittgrößte, vorwiegend marine Fischfamilie und die neuntgrößte Familie unter allen Fischfamilien. Zu ihnen gehören auch die bekannten Viperfische (Chauliodus).

## Merkmale
Die Tiere haben einen langgestreckten Körper, Kopf und Maul sind groß. Die ungleichen Zähne sind dolchförmig, rückwärts gekrümmt und ragen bei geschlossenem Maul vor. Die Schuppen fallen leicht ab und sind dunkel, braun oder schwarz. Die Tiere besitzen Leuchtorgane, teilweise auch in der Mund- und Kiemenhöhle. Die Tiere werden 4 bis 50 cm lang. Sie können auch (im Verhältnis zu ihren eigenen Ausmaßen) sehr große Beute, z. B. Sardinen, überwältigen. Die Gattungen Aristostomias, Eustomias, Malacosteus, Pachystomias und Photostomias können dazu ihren Kopf weiter zurücklegen als alle anderen Knochenfische und ihr Maul bis zu einem Winkel von 120° aufreißen. Ermöglicht wird dies durch ein zusätzliches, knorpeliges Gelenk zwischen Hinterkopf und dem ersten Wirbel.

## Systematik
- Unterfamilie Astronesthinae
- Unterfamilie Stomiinae[1]
  - Schuppendrachenfische (Stomias)
  - Phosichthys
  - Woodsia
  - Ichthyococcus
  - Pollichthys
  - Polymetme
  - Triplophos
  - Vinciguerria
  - Yarrella
- Unterfamilie Viperfische (Chauliodontinae)
- Unterfamilie Schuppenlose Drachenfische (Melanostomiinae)
- Unterfamilie Schwarze Drachenfische (Idiacanthinae)
- Unterfamilie Malacosteinae